# ななかぐら
ななかぐらは、日本のイラストレーター、キャラクターデザイナー。カグラナナ名義でバーチャルアーティストとしても活動している。Bilibiliでは神楽七奈（かぐらなな）表記。

## 人物
中学校時代に吹奏楽部でフルートを演奏し、高校入学以降7年ほど少林寺拳法と躰道に打ち込む。黒帯を2種、段位を2種持っている。全国大会で活躍するほどの腕前。
武道以外に持っている資格は「英検2級」、「漢検2級」、「数検3級」、「書道5段」。
高校時代に声優に興味があった頃、母によってプロダクションに履歴書を送られ、オーディションに晴れて合格。だが武道に専念するために所属を断念。
キャラクターの全身イラストを描き始めるきっかけが『家庭教師ヒットマンREBORN!』の雲雀恭弥であったと語る。
武道を引退した頃に、ゲーム『艦隊これくしょん』にハマったのがきっかけで、2015年末からデジタルイラストを独学で描き始める。最初に受けた仕事はゲーム会社DMM GAMESが開発した『CIRCLET PRINCESS』のキャラクターデザイン。
2018年頃、名取さなの配信を見てバーチャルYouTuberのデザインを希望していた矢先に百鬼あやめのデザインを依頼され、即応した。以降、多くのVTuberデザイン・関連イラストを手掛けている。
また、百鬼のデビューを機に自身の器（バーチャル上で操る自身のキャラクター）を作り、バーチャルアーティストとして活動を始めた。
2019年、中国の配信サイトBilibiliにボランティアで翻訳投稿を行っている字幕組に誘われ、神楽七奈という表記でBilibiliでの活動も開始。活動を開始して1年足らずで登録者100万人を突破。2020年にはコロナ禍の中国『武漢』に支援金を寄付した。同年8月には自身初の単独ライブを上海会場、Bilibili、showroomで配信で行った。
2020年に芸能事務所のインクストゥエンターに所属する。その後、齋藤真也作曲のオリジナルテーマソング発表やVirtual Music Awardへの出演などカグラナナとしての活動の幅を広げていく。
アイドルマスター シンデレラガールズの大ファンで、5thライブからは毎回全国の現地を周るほど。同作品の島村卯月の声優である大橋彩香と2020年10月より『大橋彩香とカグラナナのおはななし！』（ニコニコ動画）を開始。これに対しては夢のようだと語っている。
バーチャルアーティストデビューをしてから「いつかアニメの主題歌を歌いたい」と言い続け、2021年7月から放送したアニメ『探偵はもう、死んでいる。』のエンディング曲の歌唱を担当することとなった。作詞・作曲・編曲は40mP。
2022年5月24日からは、ローソンとのコラボ商品の『カグラナナBOOK』を販売。

## 主な作品

### イラスト
- 『何度でも何度でも懲りずに、君を好きになるラブコメ』（MF文庫J、作：橘ぱん）
- 『ステータスが見えるようになった俺は、絶対に君を救い出す！』（徳間書店、作：藤原ゴンザレス）
- 『ヤンデレ彼女が異世界まで追ってきた』（講談社ラノベ文庫、作：草薙アキ）
- 『毒舌少女のために帰宅部辞めました』（角川スニーカー文庫、作：水埜アテルイ）

### キャラクターデザイン
- 榊原知英子（『CIRCLET PRINCESS』、キャラクターデザイン・R18シナリオ・R18イベントイラスト制作）[6]
- 皆生なぎさ（温泉むすめ、キャラクター原案）

### バーチャルYouTuberデザイン
- 飴宮なずな（VSHOJO、あめみやなずな）
- 永雛タフィー（個人、えいす）
- カグラナナ（本人）
- 黒桃影（ホロライブCN、スペード・エコー）
- 上月なき（PRISM Project、こうずき）
- ジェイブ - キャラクターデザイン[7]
- 嘉然（中国語版）(A-SOUL、だいあな) - 監修[8]
- 百鬼あやめ（ホロライブ）[9]
- 冬守しずく（いろどり芸能郵便社、ふゆもりしずく）[10]
- 冥森シエナ（個人、めもりしえな）[11]
- RuA (Dimension Labels)
- るしふぁぽい（エアリープロダクション）
- 梅雨音みなずき（個人勢）
- ぶいごま（タレント、歌手の後藤真希、2023年10月25日公開[12])

### 楽曲
- 『ないないばかり』（作詞・作曲・編曲：和田たけあき、歌：カグラナナ）
- 『鼓動』（アーティスト：カグラナナ、コンポーザー：40mP） － 『探偵はもう、死んでいる。』ED曲[13]

## 出演
以下の出演は全てカグラナナ名義。

### ラジオ
- 『クリエイターズ・スタジオ with ボカコレ』（JFN系列、火曜日パーソナリティ[14][15]）

### インターネット番組
- 『大橋彩香とカグラナナのおはななし！』（ニコニコ動画）

## ディスコグラフィ

### 配信限定シングル
| 発売日       | タイトル       |
| ------------ | -------------- |
| 2021年7月2日 | 鼓動 (TV size) |
| 2021年8月1日 | 鼓動           |

### アルバム
|     | 発売日        | タイトル  | 規格品番  | 収録曲 | 備考                            |
| --- | ------------- | --------- | --------- | --- | ------------------------------- |
| 1st | 2023年8月17日 | Astrolabe | SNCL-83/4 | DISC1 1. 「シアワセ辛略計画」 作詞・作編曲：やしきん 2. 「Burn Ash」 作詞：ミズノゲンキ 作編曲：石濱翔(MONACA) 3. 「恋ひ渡る雨粒」 作詞・作編曲：香椎モイミ 4. 「君がくれた音」 作詞：40mP/カグラナナ 作編曲：40mP 5. 「ナナイロセカイ 」 作詞：Rico/カグラナナ 作曲：齋藤真也 リアレンジ：Nor 6. 「陽炎 」 作詞・作曲：buzzG リアレンジ：Len 7. 「鼓動 」 作詞・作曲・リアレンジ：40mP DISC2 1. 「DISCOTHEQUE」 作詞：園田凌士 作曲：上松範康 2. 「ブラック★ロックシューター」 作詞作曲：ryo(supercell) 3. 「名前のない怪物」 作詞作曲：ryo(supercell) 4. 「STAR RISE」 作詞：河井英里 作曲：Koma2 kaz 5. 「群青」 作詞作曲：Ayase 6. 「HIGHSCHOOL OF THE DEAD」 作詞作曲：岸田 7. 「letter song」 作詞作曲：doriko | シンプルノーツ オリコン最高45位 |

### 参加作品
| 発売日         | タイトル                                | 規格品番 | 収録曲                                                     | 備考                     |
| -------------- | --------------------------------------- | -------- | ---------------------------------------------------------- | ------------------------ |
| 2021年3月24日  | SPOTLIGHT vol.1                         | SNCL-42  | カグラナナ『オレンジ』 カグラナナ×しぐれうい『奏(かなで)』 | コンピレーションアルバム |
| 2021年12月11日 | NAЯAKA (feat. カグラナナ & SOUND HOLIC) |          | NAЯAKA                                                     | 配信限定シングル         |

## タイアップ
| 曲名 | タイアップ                       |
| ---- | -------------------------------- |
| 鼓動 | 『探偵はもう、死んでいる。』ED曲 |